# 阿佐美氏
阿佐美氏（あさみし）は、武蔵国児玉郡入浅見村（現在の埼玉県本庄市児玉町入浅見）発祥の氏族。武蔵七党中最大の武士団とされた児玉党を構成する氏族。
児玉党本宗家4代目庄太夫家弘の五男（末子）である庄五郎弘方が、入浅見（浅見郷）に移住したことから始まり、庄氏から分派した氏族である。姓は藤原（本来は有道）。弘方の子息である阿佐美太郎右衛門尉実高の代になると、阿佐美氏は児玉郡だけではなく、上野国や越後国、加賀国にも所領を有するようになり、武州より北方（日本海方面）に広がりを見せるようになった。
文献記録上、阿佐美氏の一族は、近江国尾上郷（現在の滋賀県長浜市湖北地区）にも移住したとされ、西日本の方へも展開していることが分かる。伝承によれば、近江の阿佐美氏は、初め京極氏に仕えたが、後に浅井氏に従ったとされる。
『吾妻鏡』では、阿佐美という表記のほか、淺見も用いている。